# رمن- سور-ایزر
شهر رومان سور ایزر (به فرانسوی: Romans-sur-Isère) در شهرستان دروم در ناحیه رون-آلپ با جمعیت ۳۳٬۱۳۸ نفر در کشور فرانسه واقع شده‌است